# Moonchild (album)
Pour les articles homonymes, voir Moonchild.
Moonchild est le premier album du projet du même nom. Il est sous-titré Song without Words. La musique est composée et dirigée par John Zorn. Elle est jouée par un trio composé de Trevor Dunn à la basse, Joey Baron à la batterie et Mike Patton à la voix (il n'y a pas de paroles). Le style est résolument rock hardcore. L'inspiration de John Zorn pour ce cd émane de Aleister Crowley, Antonin Artaud et Edgard Varèse.

## Titres
| 1.    | Hellfire          | 4:07 |
| 2.    | Ghosts of Thelema | 4:32 |
| 3.    | Abraxas           | 3:13 |
| 4.    | Possession        | 5:21 |
| 5.    | Caligula          | 1:47 |
| 6.    | 616               | 5:20 |
| 7.    | Equinox           | 4:07 |
| 8.    | Moonchild         | 6:51 |
| 9.    | Part Maudit       | 2:49 |
| 10.   | Summoning         | 2:30 |
| 11.   | Sorceress         | 4:37 |
| 45:14 |                   |      |

## Personnel
- Joey Baron - batterie
- Trevor Dunn - basse
- Mike Patton - voix